# Roger Pelletier
Roger Pelletier es un actor francés que se dio a conocer ampliamente en televisión: Esta noche en el teatro, Departamento de asuntos archivados, Los Cinco Últimos Minutos, La cámara explora el tiempo...

## Filmografía

### Cine
| Año  | Título                         | Dirección              | Personaje                          |
| ---- | ------------------------------ | ---------------------- | ---------------------------------- |
| 1957 | Los Miserables                 | Jean-Paul Le Chanois   |                                    |
| 1958 | Querido, dame miedo            | Jack Pinoteau          | Boris                              |
| 1960 | La familia Fenouillard         | Yves Robert            |                                    |
| 1961 | El barco de Emilio             | Denys de La Patellière | Simon Mougin                       |
| 1965 | La guerra ha terminado         | Alain Resnais          | inspector deportivo                |
| 1965 | L'amour à la chaîne            | Claude de Givray       |                                    |
| 1967 | Gros morne                     | Jacques Giraldeau      |                                    |
| 1970 | Vértigo para un asesino        | Jean-Pierre Desagnat   | empleado del depósito de cadáveres |
| 1971 | Un poco de sol en el agua fría | Jacques Deray          |                                    |

### Televisión
- 1964 : El abonado de la línea U de Yannick Andreï
- 1966 : Los Cinco Últimos Minutos, episodio Historia no natural; de Guy Lessertisseur
- 1968 : Esta noche en el teatro: Bolero de Michel Duran, puesta en escena de Alfred Pasquali; realización: Pierre Sabbagh, Teatro Marigny
- 1970: Departamento de asuntos archivados, de Yannick Andréi y Georges Franjou
- 1972 : La Mandrágora de Philippe Arnal (telefilme)
- 1972 : Esta noche en el teatro : Historia de un detective de Sidney Kingsley, puesta en escena Jean Meyer; realización: Pierre Sabbagh, Teatro Marigny

## Teatro
| Año  | Título                       | Autor                                      | Puesta en escena                                             |
| ---- | ---------------------------- | ------------------------------------------ | ------------------------------------------------------------ |
| 1959 | Cyrano de Bergerac           | Edmond Rostand                             | Charles Gantillon, Jean Le Poulain, Teatro de los Celestinos |
| 1959 | Hamlet                       | William Shakespeare                        | Jean Darnel, Arènes de Saintes                               |
| 1965 | Nunca demasiado tarde        | Sumner Arthur Long                         | Christian-Gérard, Théâtre des Arts                           |
| 1966 | Le Mal court                 | Jacques Audiberti                          | Georges Vitaly, Tréteaux de France                           |
| 1966 | El gran ceremonial           | Fernando Arrabal                           | Georges Vitaly, Théâtre des Mathurins                        |
| 1968 | El cisne negro               | Martin Walser, adaptación de Gilbert Badia | Sacha Pitoëff, decorados: Nicolas Treatt, Théâtre Moderne    |
| 1969 | Tío Vania                    | Antón Chéjov                               | Sacha Pitoëff, Théâtre Moderne, Théâtre des Célestins        |
| 1972 | Historia de un detective     | Sidney Kingsley                            | Jean Meyer, Teatro de los Celestinos                         |
| 1974 | Los Beneficios de la cultura | Alekséi Nikoláyevich Tolstói               | Jean Meyer, Teatro de los Celestinos                         |